# Sanct Nicolaj Gade (Ribe)
Sct. Nicolai Gade forbinder Saltgade med Ribe Banegård via Odins Plads. Inden Odins Plads blev anlagt, havde gaden et mere direkte forløb til Tangevej.
Tilbage i Middelalderen, før der var tænkt på Tangevej og Tangekvarteret, lå Ladegaardsmark og Ladegaarden her, som var en vigtig forsyning til Riberhus.
Gaden menes at have båret navnet Ladegaardsgade på et tidspunkt.
Eftersom der var en lille kirke placeret omkring vandtårnet på Tangevej, med navnet Sct. Nikolaj Kirke, synes gadenavnet at have skiftet mellem Sct. Nicolaj Gade og Ladegaardsgade.

## Industribygninger i Sct. Nicolaj Gade
I midten af 1800-tallet lod Balthazar Giørtz nogle industribygninger opføre i det østlige del af Sct. Nicolaj Gade. I bygningerne var der et dampvæveri.
D. 25. juni 1880 indtraf der en gaseksplosion, der ødelagde store dele af bygningerne. Eksplosionen udløste økonomiske problemer for familien Giørtz, ganske givet pga at bygningerne var underforsikrede. Familien afviklede deres ejendomme i byen og flyttede til København.
Sidenhen blev bygningerne overtaget af Crome & Goldschmidt.
I 1943 fungerede dele af bygningerne som autoværksted, som den tyske besættelsesmagt synes at nyde gavn af. Dette fik modstandsbevægelsen til at sabotere værkstedet d. 12. marts 1943, hvorved stort set alle industribygningerne brændte ned.
I dag findes kun en enkelt af de oprindelige bygninger og den officielle adresse er Rosen Alle 3.

## Ribe Gasværk
I mange år lå Ribe Gasværk, hvor man i dag finder Odins Plads, for enden af Sct. Nicolaj Gade. I 1860 med fabrikant Giørtz i spidsen, blev spørgsmålet om et gasværk i byen rejst. Dette som erstatning af byens mange tranlamper, der stod for belysningen.
I 1861 besluttede Ribe Byråd at opføre et sådant, i foråret 1863 blev opførelse påbegyndt. 2. oktober 1863 blev værket sat i drift.

### Ulykke
18. oktober 1906 kl. 21.45 blev gasværket ramt af en ulykke, hvor en eksplosion rystede hele byen. Den skete i rensehuset, der næsten blev jævnet med jorden. Ingen kom til skade.